# Condensazione di Suzuki
La condensazione di Suzuki-Miyaura, o più semplicemente reazione di Suzuki, è la reazione organica di un acido aril-boronico con un alogenuro arilico tramite complesso di palladio(0). La reazione è largamente usata per formazione di legami selettivi C-C, tra due anelli aromatici.
Essa venne pubblicata per la prima volta nel 1979 dai giapponesi Akira Suzuki e Norio Miyaura.
La stessa metodologia è stata scoperta essere una reazione generale per una larga varietà di reazioni
per la formazione di legami C-C selettivi, come organomagnesio, -zinco, -silicio, -stagno.

## Ciclo catalitico
La reazione di condensazione incrociata dei composti organoboro segue un ciclo catalitico simile a quello
degli altri principali reagenti metallici, coinvolgendo (a) addizione ossidativa di alogenuri organici
o altri elettrofili a dare complesso di palladio(II) R1-Pd-X; (b) transmetallazione tra R1-Pd-X e R2-
B(OH)2 con l'aiuto di una base; e (c) eliminazione riduttiva di R1-R2 per rigenerare il complesso di
palladio (0).

### Processo di transmetallazione
Sebbene i due passaggi di addizione ossidativa ed eliminazione riduttiva siano ragionevolmente ben
capiti, poco si conosce circa il processo di transmetallazione. Sulla base delle informazioni
disponibili, si ritiene che ci siano diversi processi implicati nel trasferimento del gruppo organico
nel complesso R1-Pd-X.
L'addizione di idrossido di sodio o altre basi causa una notevole accelerazione nella
transmetallazione tra R1-Pd-X e alchilborati o acidi organoboronici che è abbastanza differente
dall'effetto nelle relative reazioni di altri organometalli.
La quaternarizzazione dell'atomo di boro da parte di una base carica negativamente, aumenta la
nucleofilia del gruppo organico sull'atomo di boro per l'alchilazione di R1-Pd-X. Un anione
idrossilborato R2B(OH)3—, il quale è presente in equilibrio con l'acido boronico libero, potrebbe
alchilare R1-Pd-X.
Un processo alternativo è la transmetallazione su complessi alcosso-, idrosso-, acetosso-, o
acetilacetosso-palladio (II) formati in situ da scambi di legandi tra R1-Pd-X e una base (RO-).
Tali RO-Pd (II) complessano sotto transmetallazione da parte dell'acido boronico senza l'aiuto della
base.
Complessi metossi-, idrossi-, e acetossi-palladio (II), sintetizzati tramite scambi di ligandi tra R1-Pd-X e una base, reagiscono con
acidi arilboronici per dare i corrispondenti prodotti di accoppiamento.
Processi catalitici che implicano l'addizione ossidativa del ArB(OH)2 a complessi di Pd(0) sono
stati riportati come meccanismo di omocondensazione degli acidi arilbononici.
Sebbene questo processo sia molto comune in reazioni di addizione ed accoppiamento di composti organomercurio e organostagno, non sono ancora state riportate rilevanti informazioni per composti organoboro.

### Condizioni di reazione
La reazione può essere condotta usando vari catalizzatori, basi, solventi, e le loro combinazioni
influenzano significativamente le rese e la selettività dei prodotti.

#### Catalizzatori
Pd(PPh3)4 è il catalizzatore più comune, che può anche essere prodotto in situ da sali di Pd(II), ad
esempio palladio acetato, e trifenilfosfina libera.

#### Effetti dell'acqua
La reazione di condensazione incrociata di composti organoboro con alogenuri organici richiede la presenza
di base carica negativamente, come una soluzione acquosa di carbonato, fosfato o idrossido di sodio oppure potassio.
Nonostante basi inorganiche anidre possono mediare la reazione come sospensione in solventi
organici, la presenza di acqua o l'uso di basi inorganiche idrate sono preferibili perché la reazione è accelerata in presenza di acqua.
Il risultato di studi cinetici su reazioni di accoppiamento dell'acido arilboronico con bromoarene
per la sintesi del farmaco Losartan mostra come la stechiometria totale richieda 2 equivalenti di
acqua e 2 equivalenti di K2CO3. La reazione richiede un equivalente di acqua ed un
equivalente di K2CO3 per la formazione di KArB(OH)3; e dato che la reazione di accoppiamento
produce B(OH)3, l'altro equivalente di acqua e carbonato è usato per neutralizzare l'acido borico.

#### Effetti della base
Nonostante Na2CO3 sia una base debole è efficace per uno largo gruppo di reazioni di
accoppiamento di acidi arilboronici, ma non è adatto per reagenti che presentino impedimenti sterici
come vari orto-sostituenti.
La transmetallazione coinvolge lo spostamento nucleofilo di R1-Pd-X con ArB(OH)3M, producendo
R1-Pd-R2, B(OH)3 e MX. 
La reazione può velocizzarsi con un contro ione (M+) che presenti alta costante di stabilità
per lo ione alogenuro uscente (Ag+ >Tl+ » Ba+ > Cs+ > K+). Inoltre dato che una concentrazione dell'anione
idrossiborato, che esiste in una soluzione alcalina in equilibrio con l'acido boronico libero, aumenta
con l'aumentare della forza basica (OH- > MPO4- > MCO3- > HCO3-), questo è un fattore che ne influenza la cinetica.
Per reazioni sensibili alla presenza di basi sono usati basi molto blande come i sali di fluoro (CsF, Bu4NF, o Bu4NHF2 per 2-3 equivalenti).
Nonostante la reazione sia lenta con alogenuri o acidi
boronici stericamente impediti, una larga gamma di gruppi funzionali possono essere tollerati.

#### Effetti dei sostituenti
Sostituenti elettron-attrattori (es. -CO, -COOH, -COR, -NO2, -CN eccetera) coniugati alla posizione di attacco dell'alogenuro arilico sono considerati attivatori della reazione in quanto contribuiscono, per effetto di risonanza, a diminuirne la densità di carica favorendo l'attacco nucleofilo nel processo di transmetallazione; come risulta visibile dalle forme di risonanza.
Cariche positive, o carboni parzialmente positivi per effetto di risonanza, nell'anello aromatico in vicinanza del carbonio alosostituito agiscono analogamente, ma questa volta per effetto induttivo. Questi effetti sono mostrati nella seguente figura.

### Reazioni collaterali
Le principali reazioni e i loro meccanismi sono riportati in seguito in figura. 
La metatesi di R-Pd-X a R1M e MX produce entrambi i dimeri quando il passaggio di
transmetallazione è relativamente lento a causa della bassa nucleofilia del reagente
organometallico.

#### Partecipazione dei ligandi arilfosfinici
Le trifenilfosfine sono eccellenti ligandi per la stabilizzazione delle specie del palladio; nonostante
questo, può avvenire un'indesiderata reazione collaterale di aril-aril interscambio tra aril-palladio e
aril-fosfina. Un prodotto di fenil-accoppiamento è un
importante prodotto collaterale per alogenuri ricchi di elettroni, mentre è ottenuto in piccolissime
quantità con alogenuri elettron-deficienti.
La transmetallazione è rallentata in alogenuri elettron-ricchi, ma basi forti possono sufficientemente
accelerarla lasciando invariato l'aril-aril interscambio.
Siccome la velocità di transmetallazione del R1-Pd-X è in ordine di X = Cl > Br > I la scelta dell'aloarene serve anche a minimizzare tale reazioni collaterale.

#### Omocondensazione indotta dall'ossigeno
In molti casi è stato riportato un largo grado di omocondensazione. 
In questi casi è necessario fare attente considerazioni riguardo all'ossigeno (vedere schema seguente).
Quando la miscela di reazione è esposta all'aria, gli acidi arilboronici possono produrre facilmente
prodotti di omocondensazione. 
La reazione è lenta in condizioni neutre, ma è molto rapida in presenza di basi
acquose.

#### Dealogenazione
Le reazioni di accoppiamento spesso finiscono per provocare la dealogenazione degli alogenuri
organici (RX → RH), particolarmente quando sono utilizzati alcoli come solvente.
Anche alla dimetilformammide può essere imputato un ruolo di donatore di idruro in presenza di
base.